# El Koala
Manuel Jesús Rodríguez Rodríguez (Rincón de la Victoria, Málaga; 15 de octubre de 1969) conocido como El Koala (desde 2001) es un músico español.
Sus influencias musicales provienen del rock español, con grupos como Los Suaves, Extremoduro, Seguridad Social, Barón Rojo, Loquillo, Mocedades, etc. Él define su música como Rock Rústico.

## Biografía
Nació en Rincón de la Victoria, en la comarca de la Axarquía, en la provincia de Málaga). Su apodo de "Koala", se debe a su manera de encaramarse al andamio cuando trabajaba en la obra.
Empieza su carrera musical en el año 1986 fundando un grupo punk-rock que se llamó Santos Putos. Tras ello formó parte de un grupo de rumbas, sevillanas y rock andaluz, llamado "Arte y Duende". El siguiente proyecto fue un grupo de pop rock, llamado "Mínima Expresión", donde tocaba el bajo y hacía los coros. El grupo fue galardonado con el segundo premio de la Muestra de Música Joven de Málaga en 1989.
Después de estar en distintos grupos, como por ejemplo Trinidad, Los Restillos, Cien Años," La secta flota" etc. a partir de septiembre del 1992 funda el suyo propio, Los Ducati, con el que estaría hasta 2000. 
En noviembre de 1998, colaboró en un programa de Canal Sur Radio (Zona Libre), que le sirve para darse a conocer y actuar por Andalucía. En diciembre de 1999, sale el disco "Ostia", donde Manuel Jesús es el autor de toda la música y letra del grupo.

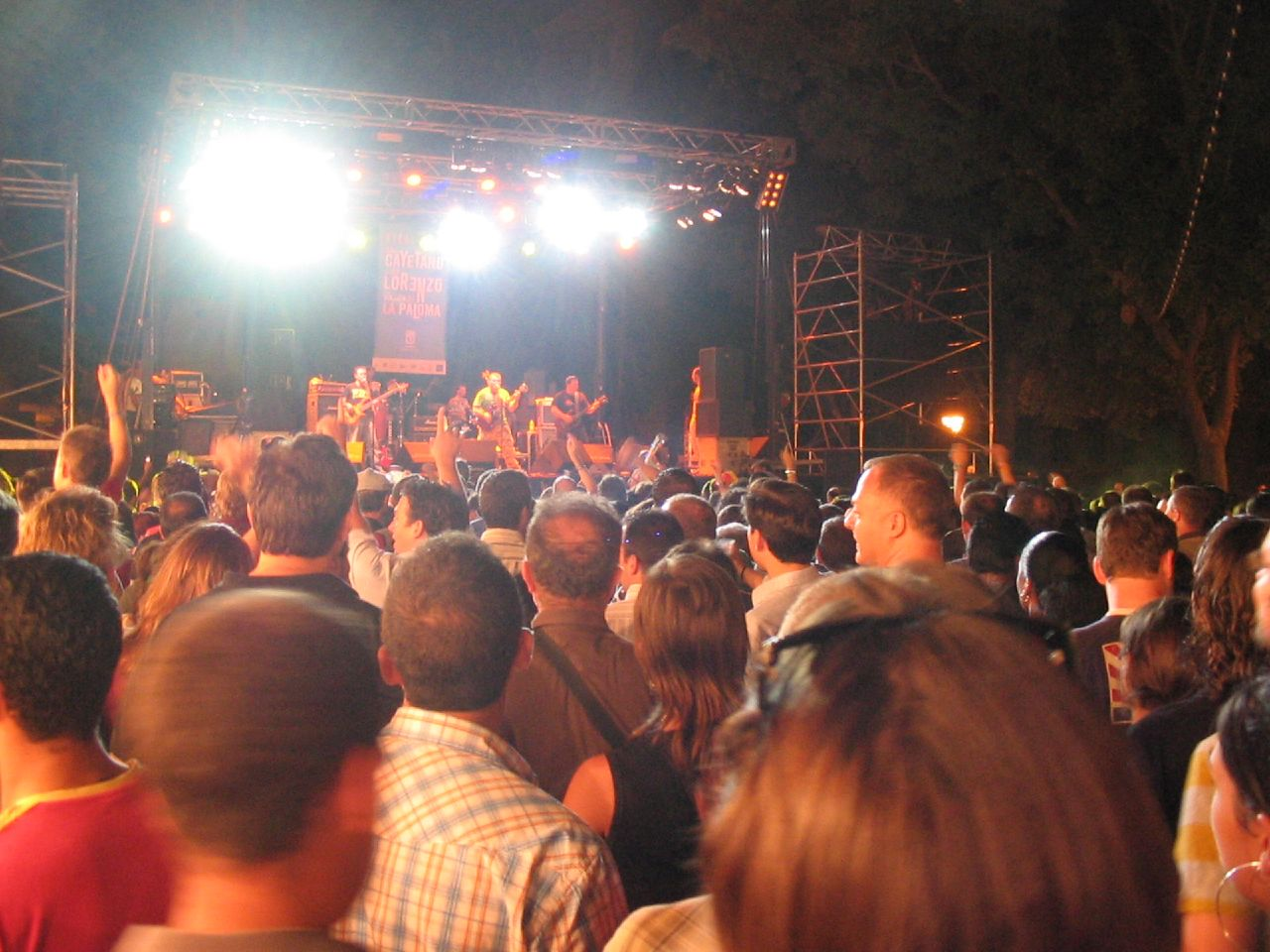
El Koala en las Fiestas de La Paloma de Madrid (2006).

En enero de 2001 comienza su nuevo proyecto llamado "El Koala", donde se rodea de músicos con los que había trabajado anteriormente y otros nuevos, entre ellos José Bazaga (batería), Juanele (bajo) con los que empezó a crear los nuevos temas y más tarde se incorpora Sergio Muela (guitarra solista).
En 2006, bajo el nombre artístico de El Koala, saca su primer disco con 12 temas titulado Rock Rústico de Lomo Ancho. Por este trabajo recibió un Disco de Oro al vender 40.000 ejemplares. El videoclip del primer sencillo de este disco, Opá, yo viazé un corrá (Papá, yo voy a hacer un corral) adquiere notable popularidad a través del boca a boca e Internet llegando a ser el sexto vídeo más visto de abril de 2006 y colocarse entre los 30 más vistos de la historia de YouTube, con más de 21 millones de reproducciones.
En junio de 2007 presenta su nuevo trabajo, Vuelve la burra al trigo, el primer sencillo del disco es "Mi carro", esta vez de la mano del conocido artista Manolo Escobar.

¿Entonces no se quejará de la piratería?
Estoy contentísimo y agradecido a ella, ya que mi disco está en las tiendas y funcionando muy bien por la promoción que se le ha dado. Todos sabemos cómo funciona Internet; allí está todo. No me puedo quejar de la piratería en la red, sobre todo porque está sirviendo para que la gente también busque el original.
Fragmento de una entrevista a El Koala

A pesar de que el artista ha declarado "No me puedo quejar de la piratería en Internet", su disco usa un sistema de gestión digital de derechos (DRM) incompatible con el derecho de copia privada de los consumidores en España. Esto es sólo aplicable a las primeras copias del disco, las copias de Universal Music España no llevan DRM.
Con motivo de la participación de la selección española de fútbol en el Mundial de Alemania 2006, versionó su éxito Opá, yo viazé un corrá como Opá, vamo a por el mundiá para acompañar las retransmisiones de los partidos de LaSexta. También se han realizado otras versiones de Opá, yo viazé un corrá como versión remix, DJ, y otras más.
En septiembre de 2018, se confirma su participación en la sexta edición de Gran Hermano VIP en Telecinco, siendo uno de los grandes favoritos de la audiencia salvándose de nueve nominaciones donde llegó a la final del reality quedando en el tercer lugar.
En 2022 comienza su nueva gira Somos Catetos.[cita requerida]
En 2023 saca nuevo single «Ellas los prefieren malotes».[cita requerida]
En 2024 saca su nuevo single «No me des consejos, dame jamón» con el sello discográfico de Tunguska Media Factory. Aparece también en la edición de 2024 del programa de Telecinco Got Talent España, bajo el pseudónimo de "El cerdito indomable" cantando ese mismo tema.

## Discografía
Con Los Ducati:
- Ostia! (1999)

Con El Koala:
- Rock rústico de lomo ancho (Fods, 2006)[5]
- Vuelve la burra al trigo (Universal, 2007)[1]
- El latido del campo (2011)[6]
- Cancioncillas Nillas (Warner Music Spain, 2014)[7]
- Se acerca a la ciudad (2019)

## Singles
- Opa Vamo A Por El Mundia (2006) Sintonía del Mundial de Alemania en La Sexta
- Soy Arbañí (2009)
- Hortelano (2010)
- El baile de las papas (2017)[8]
- Las niñas que se peinan (2018)[9]
- Somos catetos (2022)[10]
- Ellas los prefieren malotes (2023)[11]
- No me des consejos, dame jamón (Tunguska Media Factory, 2024)[12]